# Edsken, Dalarna
Edsken är en sjö i Hedemora kommun i Dalarna  och Hofors kommun i Gästrikland och ingår i Dalälvens huvudavrinningsområde. Sjön är 19 meter djup, har en yta på 4,97 kvadratkilometer och är belägen 129,1 meter över havet. Sjön avvattnas av vattendraget Långshytteån (Glasån).

## Delavrinningsområde
Edsken ingår i ett delavrinningsområde (671355-152104) som SMHI kallar Utloppet av Edsken. Medelhöjden är 177 meter över havet och ytan är 38,28 kvadratkilometer. Räknas de åtta avrinningsområdena uppströms in blir den ackumulerade arealen 90,74 kvadratkilometer.
Långshytteån (Glasån), som avvattnar avrinningsområdet, har biflödesordning 2, vilket innebär att vattnet flödar genom totalt två vattendrag innan det når havet efter 196 kilometer. Avrinningsområdet består mestadels av skog (80 procent). Avrinningsområdet har 5,44 kvadratkilometer vattenytor vilket ger det en sjöprocent på 14,2 procent.